# Afrotapejara
Afrotapejara (il cui nome significa "antico essere africano") è un genere estinto di pterosauro tapejaride vissuto nel Cretaceo superiore, circa 95 milioni di anni fa (Cenomaniano), in quello che oggi è il Marocco. Il genere contiene una singola specie, ossia A. zouhri, nominata e descritta nel 2020. Afrotapejara rappresenta il primo tapejaride scoperto in Africa, ed il quarto pterosauro descritto nel Kem Kem Beds.

## Descrizione
Non si conosce molto del cranio e dello scheletro di Afrotapejara, ma il confronto con altri pterosauri tapejaridi suggerisce una lunghezza del cranio di circa 40-50 centimetri (16-20 pollici), e un'apertura alare di 3,5-5 metri (11,5-16,5 piedi). I tapejaridi sono noti per le loro grandi creste craniche sagittali a forma di ventaglio formate da tessuti molli tirati tra due basi ossee, una sul muso e una sul retro del cranio, nonché un'altra cresta (ossea) sul mento. 
Afrotapejara si distingue da tutti gli altri tapejaridi nell'avere un'espansione dorsale (verso l'alto) del margine rostrale (anteriore) a breve distanza dalla punta rostrale. Inoltre, è presente una combinazione unica di due tratti che di per sé non sono unici. Il lato del muso mostra una fila di piccole aperture allungate vicine e parallele al bordo condiviso con il palato, e quest'ultimo presenta un piccolo dosso nella parte posteriore, sulla linea mediana.

## Storia della scoperta
Il paleontologo britannico David Michael Martill acquistò una mascella di pterosauro da un commerciante di fossili di Erfoud. In seguito si scoprì che questo esemplare era stato recuperato sull'altopiano di Ikhf N 'Taqmout, a Tafilalt. Nel 2020, la specie tipo Afrotapejara zouhri è stata nominata e descritta da David Martill, Roy Smith, David M. Unwin, Alexander Kao, James McPhee e Nizar Ibrahim. Il nome generico, Afrotapejara, combina riferimenti all'Africa e al genere correlato Tapejara. Il nome specifico, zouhri, invece, onora il paleontologo marocchino Samir Zouhri.
L'olotipo, FSAC-KK 5004, è stato ritrovato nel Kem Kem Beds, risalente all'Albiano-Cenomaniano. L'olotipo consiste nella punta della mandibola che si estende verso il basso a formare la caratteristica cresta ossea sotto il mento di questi animali, ma che nell'esemplare si ferma quasi a metà della cresta. L'esemplare era già stato preparato dai commercianti di fossili. La successiva preparazione di Martill, così come una TAC, mostrarono che un frammento osseo di qualche altro taxon era stato usato per riparare il danno al bordo superiore dell'esemplare. Martill ha poi consegnato il fossile nella collezione del Dipartimento di Géologie (Paléontologie), Faculté des Sciences Aïn Chock.
Altri due esemplari sono stati riferiti alla specie: gli esemplari FSAC-KK 5006 e FSAC-KK 5007. Anche questi sono musi, con una provenienza simile, e mostrano una struttura quasi identica. L'esemplare BSP 1997 I 67, una sinfisi della mandibola descritta nel 1999, è stato provvisoriamente riferito a questo genere. Anche questo esemplare era stato ritrovato nei letti rossi del Kem Kem marocchino.

## Paleoecologia
Si ritiene che i tapejaridi fossero, almeno in parte, frugivori essendo comparsi più o meno contemporanei alle piante da fiori, nel Cretaceo inferiore.
Afrotapejara visse circa 95 milioni di anni fa, all'inizio del Cretaceo superiore. I suoi resti sono stati ritrovati in rocce depositatesi in quello che doveva essere un delta tropicale. Afrotapejara visse insieme a molti altri pterosauri, come il possibile chaoyangopteride Apatorhamphus, gli azhdarchidi Xericeps e Alanqa e gli ornithocheiridi Siroccopteryx, Coloborhynchus, Ornithocheirus ed Anhanguera. La zona era abitata anche da dinosauri come i teropodi giganti Carcharodontosaurus e Spinosaurus, ed il sauropode Rebbachiasaurus. La zona ospitava anche una moltitudine di animali acquatici come coccodrilli, tartarughe, rane, salamandre, insetti, ed pesci di grandi dimensioni.